# Mirosław Wolszczak
Mirosław Wolszczak (ur. 16 stycznia 1977) – polski judoka i trener judo.
Były zawodnik KS Gwardia Wrocław (1992), MKS Juvenia Wrocław (1992-1993), WKS Śląsk Wrocław (1993-2012). Trzykrotny brązowy medalista mistrzostw Polski seniorów (2003 w kat. open, 2005 w kat. powyżej 100 kg oraz na mistrzostwach Polski OPEN). Ponadto m.in. dwukrotny młodzieżowy mistrz Polski (1996 w kat. powyżej 95 kg, 1998 w kat. powyżej 100 kg) oraz dwukrotny mistrz Polski juniorów (1996 i 1997 w kat. powyżej 95 kg). Uczestnik mistrzostw Europy juniorów 1996. Trener judo w WKS Śląsk Wrocław.